# Affixe multiplicateur IUPAC
| Nombre | Affixe       | Nombre | Affixe       |
| ------ | ------------ | ------ | ------------ |
| 1      | mono-        | 32     | dotriaconta- |
| 2      | di-          | 40     | tétraconta-  |
| 3      | tri-         | 50     | pentaconta-  |
| 4      | tétra-       | 60     | hexaconta-   |
| 5      | penta-       | 70     | heptaconta-  |
| 6      | hexa-        | 80     | octaconta-   |
| 7      | hepta-       | 90     | nonaconta-   |
| 8      | octa-        | 100    | hecta-       |
| 9      | nona-        | 200    | dicta-       |
| 10     | déca-        | 300    | tricta-      |
| 11     | undéca-      | 400    | tétracta-    |
| 12     | dodéca-      | 500    | pentacta-    |
| 13     | tridéca-     | 600    | hexacta-     |
| 14     | tétradéca-   | 700    | heptacta-    |
| 15     | pentadéca-   | 800    | octacta-     |
| 16     | hexadéca-    | 900    | nonacta-     |
| 17     | heptadéca-   | 1 000  | kilia-       |
| 18     | octadéca-    | 2 000  | dilia-       |
| 19     | nonadéca-    | 3 000  | trilia-      |
| 20     | icosa-       | 4 000  | tétralia-    |
| 21     | hénicosa-    | 5 000  | pentalia-    |
| 22     | docosa-      | 6 000  | hexalia-     |
| 23     | tricosa-     | 7 000  | heptalia-    |
| 30     | triconta-    | 8 000  | octavia-     |
| 31     | hentriconta- | 9 000  | nonalia-     |

L’affixe multiplicateur IUPAC, utilisé dans la nomenclature IUPAC, indique le nombre d’atomes ou de groupes fonctionnels liés à une molécule. Les affixes sont d’origine grecque ou latine.

## Affixes composés
Pour un nombre supérieur à 12, l’affixe se construit dans l’ordre inverse de son écriture en numération décimale : unités, dizaines, centaines, milliers. Par exemple :
548 → octa- (8) + tétraconta- (40) + pentacta- (500) = octatétracontapentacta-
9 267 → hepta- (7) + hexaconta- (60) + dicta- (200) + nonalia- (9 000) = heptahexacontadictanonalia-.

### Le nombre un
Alors que l’emploi de l’affixe mono- n’est que rarement nécessaire en chimie organique, il est souvent utilisé en chimie inorganique pour éviter toute ambiguïté : l’« oxyde de carbone » pourrait être du monoxyde de carbone ou du dioxyde de carbone. Pour la formation des affixes composés, le nombre 1 se représente par le terme hen- sauf s’il sert à exprimer le nombre 11 (undéca-) ; donc :
241 → hen- (1) + tétraconta- (40) + dicta- (200) = hentétracontadicta-
411 → undéca- (11) + tétracta- (400) = undécatétracta-.

### Le nombre deux
Dans les affixes composés, le nombre 2 se représente par do-, sauf s’il sert à exprimer les nombres 20 (icosa-), 200 (dicta-) ou 2 000 (dilia-).

## Icosa-vseicosa-
Pour le nombre 20, l’IUPAC spécifie actuellement l’affixe icosa- pour raison étymologique. L’ancien affixe eicosa- est considéré comme une forme désuète ; celle-ci est cependant utilisée par le Chemical Abstracts Service et la base de données Beilstein database.

## Étymologie
Le terme « mono- » provient du grec monos = « seul, unique ». Les termes « un » = 1 et « nona- » = 9 sont d’origine latine. Les autres affixes sont dérivés des nombres correspondants en grec.
Les linguistes pourraient relever que les formes pour 100 et plus ne sont pas du grec correct. En grec ancien, hekaton = 100, diakosioi = 200, triakosioi = 300, etc. ; khīlioi = 1 000, diskhīlioi = 2 000, triskhīlioi = 3 000, etc. ; et les formes pour 13 à 19 sont treiskaideka… avec insertion du terme grec pour « et » (comme dans Triskaïdékaphobie).

## Sources
- (en) R. Panico et W. H. Powell, A Guide to IUPAC Nomenclature of Organic Compounds 1993, Oxford, Blackwell Science, 1994 (ISBN 0-632-03488-2)
- (en) IUPAC, « A Guide to IUPAC Nomenclature of Organic Compounds (Recommendations 1993) », Table 11 Basic numerical terms (multiplying affixes), sur acdlabs.com, Blackwell Scientific publications, 1993 (consulté le 8 septembre 2012)